# フーティー・アンド・ザ・ブロウフィッシュ
フーティー・アンド・ザ・ブロウフィッシュ（Hootie & the Blowfish）は、アメリカのロック・バンドで、90年代後半からその名が知られるようになった。もともとは、1986年にサウスカロライナ大学でダリアス・ラッカー、Dean Felber、Jim Sonefeld、Mark Bryanによって結成された。これまでに7枚のスタジオアルバムをリリースしており、16枚のシングルがさまざまなビルボード・シングル・チャートにランクインしている。1994年のデビューアルバム、『Cracked Rear View』は現在1600万枚を売り上げており、これは全米でのアルバム累計売り上げ枚数15位である（アメリカレコード協会の発表による）。

## 略歴
フーティー・アンド・ザ・ブロウフィッシュは1986年に結成された。4人はサウスカロライナ大学の新入生だったときに出会った。Brianは彼らが住んでいた寮のシャワー室で、ラッカーが歌っているのを聞き、彼の歌唱力に惹きつけられた。彼らは、The Wolf Brothersとしてカバー曲の演奏を始めたが、最終的にはBryanのかつての高校のバンド仲間だったFelber、そしてJim Sonefeldと共にフーティー・アンド・ザ・ブロウフィッシュとなった。当初、Brantley Smithがドラマーとして参加していた。彼は教会での音楽活動のためバンドを離れたが、ときどきゲストとして姿を見せることもある（1996年のMTVアンプラグドではチェロを、2008年6月27日テキサス州グリーンのグリーンホールではドラムを演奏した。）。
1991年と1992年に、EP相当のデモテープ2作を自主的にリリース。1993年には自主制作でEP『Kootchypop』を50,000枚リリースした。
彼らのメジャーデビューアルバムは『Cracked Rear View』（1994年）。このアルバムは、「Hold My Hand」（全米10位)、「Let Her Cry」（全米9位)、「Only Wanna Be With You」（全米6位）、「Time」(全米14位) という4つのヒット・シングルを含んでおり、全米で1600万枚の売り上げ枚数と、1995年のベストセラーを記録している。1995年、「Only Wanna Be With You」の中でボブ・ディランの歌詞を不正使用した件について、ディランと和解した。「Only Wanna Be With You」のプロモーション・ビデオには、マイアミ・ドルフィンズのクォーターバックであるダン・マリーノが出演している。
デビューアルバムを発表した翌年の1995年のグラミー賞では最優秀新人賞を受賞。1996年にはセカンドアルバム『Fairweather Johnson』をリリースしたが、その発売前夜にはMTVアンプラグドに出演。セカンドアルバムの売れ行きは順調で、その中の一曲「Old Man and Me」（全米13位）がヒットしたこともあり、全米で400万枚を売り上げた。以降、『Musical Chairs』、『Hootie & the Blowfish』、『Looking for Lucky』と3つのスタジオアルバムをリリースしている。
また、2000年には、コンピレーションアルバム『Scattered, Smothered and Covered』をリリース。このアルバムタイトルは、アメリカ南部で人気がある終日営業のダイナー・チェーンWaffle Houseに対してのリスペクトである。カナダのバンドである54-40のシングルをカバーした「I Go Blind」については、もともとは1995年にリリースされた、テレビ番組フレンズのサウンドトラックに収録された曲であり、『Cracked Rear View』や『Fairweather Johnson』には収録されていないが、それにも関わらず、『Fairweather Johnson』から3枚のシングルがリリースされた後、1997年にラジオから人気が出てヒット曲となった。また、1995年には、レッド・ツェッペリンのトリビュートアルバムである『Encomium』に参加、「Hey Hey What Can I Do」を提供している。「Hey Hey What Can I Do」と「I Go Blind」は後に『Scattered, Smothered and Covered』に収録された。
1996年には、彼ら自身のレーベルであるBreaking Recordsをアトランティックレコードの子会社として立ち上げた。彼らはカロライナ地区のミュージシャンと契約しようと考えていた。Edwin McCainとCravin' Melonは一時レーベルと提携していたものの、作品は発表しなかった。The Meat Puppets、Jump、Little Children、Treadmill Trackstar、そしてTreehouseは、それぞれ一枚ずつBreaking Recordsレーベルからアルバムをリリースした。レーベルは2000年に消滅。
1998年、Frank WildhornのミュージカルThe Civil Warのコンセプトアルバムに参加。2001年にはジム・キャリーの映画「Me, Myself and Irene」のサウンドトラックの中で、1968年のOrpheusのヒット曲「Can't Find the Time」をカバーした。2008年には、trueAnthemを通じてコンサートの模様をダウンロードできるようにした。2009年にはフーティー・アンド・ザ・ブロウフィッシュを取り扱ったバレエが公演されたが、彼ら自身がそのバレエの中でライブを行っている。

## バンドの分裂
2008年8月27日、AOLセッションでのインタビューにおいて、ラッカーは、ラッカーのソロとしてのカントリーミュージシャンのキャリアを追求するために、フーティー・アンド・ザ・ブロウフィッシュは分裂するかもしれないと発表した。ラッカーによれば、バンドはもはやレコーディングもツアーも行わないが、恒例となっている年4回のチャリティコンサートは実施するということ。ラッカーはこの分裂状態は「5、6年、あるいは自分が3、4枚のカントリーアルバムを出すまで」続くだろうと述べている。彼は後に「本当のところ、バンドが今すぐに分裂するわけではないし、自分たちは本気で分裂しようと考えているわけではない。」と、自身の発言を訂正している。ラッカーはソロアルバム『Learn to Live』をキャピトル・レコードから発表した。そのアルバムの中の3つのシングル、「Don't Think I Don't Think About It」、「It Won't Be Like This for Long」、「Alright」については、それぞれがthe U.S. Hot Country Songs chartsで1位を獲得している。

## 慈善活動
フーティー・アンド・ザ・ブロウフィッシュは慈善活動にも熱心である。2006年10月16日から20日の5日間、彼らとそのツアーメンバーはニューオリンズのMusicians' Villageで、ハリケーン・カトリーナの被災者のため、家の建築に従事した。ゴルフ好きでもある彼らは、1995年から毎春、Monday After the Masters Celebrity Pro-Am Golf Tournamentを主催しているが、そのことで地元のチャリティー活動に一役買っている。2005年から2009年まで毎年、サウスカロライナ州コロンビアの動物愛護ために、The Animal Mission主催の「Party Animals」サイレント・オークションやコンサートで演奏している。毎年そのイベントにより10万ドル以上を集めるが、それを南部地区のペットの去勢プログラムのために主催者に提供している。2008年10月18日には、トルコのIncirlik空軍基地を慰問し、パフォーマンスを披露した。

## メンバー
- ダリアス・ラッカー（ボーカル、ギター、ハーモニカ）
- Mark Bryan（ギター、ボーカル、ピアノ）
- Dean Felber（ベース、ボーカル、ピアノ）
- Jim Sonefeld（ドラム、パーカッション、ボーカル）

## ディスコグラフィ

### アルバム
| 年                                        | タイトル              | アルバム詳細                                                       | チャート最高位 | チャート最高位 | チャート最高位 | チャート最高位 | チャート最高位 | チャート最高位 | チャート最高位 | チャート最高位 | チャート最高位 | 認定                                                  |
| 年                                        | タイトル              | アルバム詳細                                                       | US             | AUS            | CAN            | GER            | NLD            | NZ             | SWE            | SWI            | UK             | 認定                                                  |
| ----------------------------------------- | --------------------- | ------------------------------------------------------------------ | -------------- | -------------- | -------------- | -------------- | -------------- | -------------- | -------------- | -------------- | -------------- | ----------------------------------------------------- |
| 1994                                      | Cracked Rear View     | - 発売日: 1994年7月5日 - レーベル: Atlantic - 全米売上: 1,600万枚  | 1              | 7              | 1              | 45             | —              | 1              | —              | —              | 12             | - US: 16× プラチナ - CAN: ダイヤモンド - UK: ゴールド |
| 1996                                      | Fairweather Johnson   | - 発売日: 1996年4月23日 - レーベル: Atlantic - 全米売上: 236.1万枚 | 1              | 12             | 6              | 41             | 37             | 6              | 36             | 37             | 9              | - US: 3× プラチナ - UK: シルバー                      |
| 1998                                      | Musical Chairs        | - 発売日: 1998年9月15日 - レーベル: Atlantic                       | 4              | —              | 27             | 72             | —              | 20             | —              | —              | 15             | - US: プラチナ                                        |
| 2003                                      | Hootie & the Blowfish | - 発売日: 2003年3月4日 - レーベル: Atlantic                        | 46             | —              | —              | —              | —              | —              | —              | —              | 161            |                                                       |
| 2005                                      | Looking for Lucky     | - 発売日: 2005年8月9日 - レーベル: Vanguard                        | 47             | —              | —              | —              | —              | —              | —              | —              | —              |                                                       |
| 2019                                      | Imperfect Circle      | - 発売日: 2019年11月1日 - レーベル:Capitol Nashville               | 26             | —              | —              | —              | —              | —              | —              | —              | 100            |                                                       |
| "—"は未発売またはチャート圏外を意味する。 |                       |                                                                    |                |                |                |                |                |                |                |                |                |                                                       |

### コンピレーションアルバム
- 2000年 Scattered, Smothered and Covered（全米71位）
- 2004年 The Best of Hootie & the Blowfish: 1993-2003（全米62位）
- 2006年 Live in Charleston

### シングル
- 1994年
  - Hold My Hand（全米10位：ビルボード最高位。以下同じ）
- 1995年
  - Let Her Cry（全米9位）
  - Only Wanna Be with You（全米6位）
  - Time（全米14位）
  - Drowning
  - Hey Hey What Can I Do
- 1996年
  - Old Man & Me（全米13位）
  - Tucker's Town（全米38位）
  - Sad Caper
- 1997年
  - I Go Blind
- 1998年
  - I Will Wait
- 1999年
  - Only Lonely
- 2003年
  - Innocence
  - Goodbye Girl
- 2005年
  - One Love
- 2006年
  - Get Out of My Mind